# Harry Augustus Garfield
Harry Augustus Garfield (11 octobre 1863 – 12 décembre 1942) est un juriste américain qui est professeur de droit à Princeton, puis président du Williams College.

## Biographie
Né à Hiram dans l'Ohio, Harry est le fils du président James A. Garfield et de son épouse Lucretia Rudolph Garfield. Son frère James Rudolph Garfield est Secrétaire à l'Intérieur des États-Unis. À l'âge de 17 ans, il assiste avec son frère James à l'assassinat de leur père, par Charles J. Guiteau, à Washington D.C..
Garfield étudie d'abord au Williams College, dont il devient plus tard le huitième président, puis fait son droit à Columbia, qu'il complète par un post-grade à la Inns of Court de Oxford.
En 1888, il ouvre un cabinet d'avocat avec son frère James où il travaille jusqu'à ce qu'il soit invité à enseigner à Princeton, par le président de l'université Woodrow Wilson. En 1908, il quitte se poste pour présider le  Williams College, poste qu'il occupe jusqu'en 1934. En 1917, Wilson, devient président des États-Unis, lui demande de prendre en charge la Federal Fuel Administration, où il est responsable de la coordination de la production et de la fixation des prix du combustible pendant la Première Guerre mondiale.
Il épouse Belle Hartford Mason, et ils ont quatre enfants. Il meurt, de causes naturelles, à son domicile de Williamstown et repose au cimetière du Williams College.

## Publications
- America's coal problem in 1918. Washington, Govt. Print. Off., 1918. (OCLC 34188455)
- The fuel situation at the beginning of winter 1918-19, Washington, Govt. Print. Off., 1918. (OCLC 44062275)
- Recent political developments, progress or change? 1924. (OCLC 77660203)
- Lost visions,, Boston: Priv. Print. by Thomas Todd Co. 1944. (OCLC 3615228)

## Sources
- Lucretia Garfield Comer, Harry Garfield's first forty years; man of action in a troubled world. New York, Vantage Press, 1965, (OCLC 569252)
- Doug Wead, All the President's Children:  Triumph and Tragedy in the Lives of America's First Families, Atria Books, New York, 2003,  (ISBN 0-7434-4631-3)